# 大花蕾立蘭
大花蕾立蘭（学名：Cattleya jongheana）為蘭科嘉德麗雅蘭屬的物種，是巴西特有的一種蘭，僅見於巴西東南部。它們現正受《瀕危野生動植物種國際貿易公約》附錄一的保護。

## 外部連結
- Culture Sheet[永久]